# Джон Столлмеєр
Джон Майкл Столлмеєр (англ. John Michael Stollmeyer; 25 жовтня 1962, Піттсбург, Пенсільванія) — американський футболіст, опорний півзахисник.
Виступав, зокрема, за національну збірну США, у складі якої був учасником чемпіонату світу 1990 року.

## Біографія

### Ранні роки та початок кар'єри
Столлмеєр — уродженець Піттсбурга, штат Пенсільванія. Навчався у Старшій школі Томаса Джефферсона в Аннандейлі, штат Віргінія. У 1981 році він був названий найкращим футболістом-аматором США.
У грудні 1980 року на драфті Північноамериканської футбольної ліги Столлмеєр був обраний у першому раунді під загальним 11-м номером командою «Тампа-Бей Раудіз», проте він віддав перевагу прийняти пропозицію спортивної стипендії від Індіанського університету в Блумінгтоні, де з 1982 по 1985 роки грав за університетську футбольну команду. Допоміг «Індіана Гузіерс» двічі виграти чемпіонат Національної асоціації студентського спорту — у сезонах 1982 та 1983, а також дійти до фіналу чемпіонату — у сезоні 1984. Був названий найціннішим гравцем оборонного плану NCAA у сезоні 1982. Був включений до другої всеамериканської символічної збірної у сезоні 1982 та до третьої всеамериканської символічної збірної у сезонах 1984 та 1985. Журнал Soccer America включив Столлмеєра до символічної збірної десятиліття студентського футболу 1980-х років. В 1999 році Індіанський університет включив Столлмеєра до свого Залу спортивної слави.

### Клубна кар'єра
У 1986 на драфті шоубольної ліги MISL Столлмеєр був обраний в першому раунді під шостим номером командою «Клівленд Форс». За підсумками сезону 1986/87 він був визнаний новачком року в MISL.
Влітку 1988 року команда «Клівленд Форс» припинила існування й у жовтні Джон підписав контракт з Федерацією футболу США, яка зібрала найкращих гравців країни, прагнучи забезпечити кваліфікацію збірної на чемпіонат світу 1990 року в Італії та підготовку до чемпіонату світу 1994 року в США.
У 1989 році Столлмеєр приєднався до клубу Західного футбольного альянсу «Арізона Кондорз». У 1990 році виступав в Американській професіональній футбольній лізі: розпочавши сезон в «Арізоні», завершив сезон у клубі «Вашингтон Старз», який у тому ж році був ліквідований.

### Міжнародна кар'єра
У складі збірної США до 20 років Столлмеєр брав участь у молодіжному чемпіонаті світу 1981 року в Австралії.
Також Джон брав участь у літніх Олімпійських іграх 1988 року, Панамериканських іграх 1983 та 1987 років, Всесвітніх університетських іграх 1987 року.
5 лютого 1986 року дебютував в офіційних матчах у складі національної збірної США в грі проти Канади (0:0).
Був включений до складу збірної на чемпіонат світу 1990 року в Італії. Зіграв на «мундіалі» у двох матчах — у груповому етапі проти Чехословаччини (1:5) та Італії (0:1), а його збірна не вийшла з групи.
| Статистика | Статистика        | Статистика                                          | Статистика         | Статистика        | Статистика | Статистика                                  |
| №          | Дата              | Місце                                               | Суперник           | Рахунок           | Голи       | Турнір                                      |
| ---------- | ----------------- | --------------------------------------------------- | ------------------ | ----------------- | ---------- | ------------------------------------------- |
| 1          | 5 лютого 1986     | «Оранж Боул», Маямі, США                            | Канада             | 0:0               | —          | Турнір Маямі                                |
| 2          | 7 лютого 1986     | «Оранж Боул», Маямі, США                            | Уругвай            | 1:1               | —          | Турнір Маямі                                |
| —          | 9 серпня 1987     | Індіанаполіс, США                                   | Тринідад і Тобаго  | 3:1               | —          | Панамериканські ігри 1987                   |
| —          | 12 серпня 1987    | Індіанаполіс, США                                   | Сальвадор          | 0:0               | —          | Панамериканські ігри 1987                   |
| —          | 5 вересня 1987    | Фентон, США                                         | Тринідад і Тобаго  | 4:1               | 1          | Передолімпійський турнір КОНКАКАФ 1988      |
| —          | 20 вересня 1987   | «Квінс Парк Овал», Порт-оф-Спейн, Тринідад і Тобаго | Тринідад і Тобаго  | 1:0               | —          | Передолімпійський турнір КОНКАКАФ 1988      |
| 3          | 13 липня 1988     | «Ветеранс Меморіел Стедіум», Нью-Бритен, США        | Польща             | 0:2               | —          | Товариський матч                            |
| 4          | 24 липня 1988     | Національний стадіон, Кінгстон, Ямайка              | Ямайка             | 0:0               | —          | Кваліфікація чемпіонату націй КОНКАКАФ 1989 |
| —          | 20 вересня 1988   | «Пусан Кудок», Пусан, Південна Корея                | Південна Корея     | 0:0               | —          | Олімпійскій ігри 1988                       |
| —          | 22 вересня 1988   | Громадський стадіон, Тегу, Республіка Корея         | СРСР               | 2:4               | —          | Олімпійскій ігри 1988                       |
| 5          | 16 квітня 1989    | «Рікардо Сапрісса», Сан-Хосе, Коста-Рика            | Коста-Рика         | 0:1               | —          | Чемпіонат націй КОНКАКАФ 1989               |
| 6          | 30 квітня 1989    | «Біг Арк Стедіум», Сент-Луїс, США                   | Коста-Рика         | 1:0               | —          | Чемпіонат націй КОНКАКАФ 1989               |
| 7          | 13 травня 1989    | «Мердок Стедіум», Торренс, США                      | Тринідад і Тобаго  | 1:1               | —          | Чемпіонат націй КОНКАКАФ 1989               |
| 8          | 4 червня 1989     | «Джаєнтс Стедіум», Іст-Ратерфорд, США               | Перу               | 3:0               | —          | Товариський матч                            |
| 9          | 17 червня 1989    | «Ветеранс Меморіел Стедіум», Нью-Бритен, США        | Гватемала          | 2:1               | —          | Чемпіонат націй КОНКАКАФ 1989               |
| 10         | 24 червня 1989    | «Оранж Боул», Маямі, США                            | Колумбія           | 0:1               | —          | Товариський матч                            |
| 11         | 13 серпня 1989    | «Лос-Анджелес Меморіал Колізеум», Лос-Анджелес, США | Південна Корея     | 1:2               | —          | Товариський матч                            |
| 12         | 17 вересня 1989   | Національний стадіон, Тегусігальпа, Гондурас        | Сальвадор          | 1:0               | —          | Чемпіонат націй КОНКАКАФ 1989               |
| 13         | 8 жовтня 1989     | «Матео Флорес», Гватемала, Гватемала                | Гватемала          | 0:0               | —          | Чемпіонат націй КОНКАКАФ 1989               |
| 14         | 5 листопада 1989  | «Біг Арк Стедіум», Сент-Луїс, США                   | Сальвадор          | 0:0               | —          | Чемпіонат націй КОНКАКАФ 1989               |
| 15         | 14 листопада 1989 | Коко-Біч, США                                       | Бермудські Острови | 2:1               | —          | Товариський матч                            |
| 16         | 19 листопада 1989 | «Квінс Парк Овал», Порт-оф-Спейн, Тринідад і Тобаго | Тринідад і Тобаго  | 1:0               | —          | Чемпіонат націй КОНКАКАФ 1989               |
| 17         | 4 лютого 1990     | «Оранж Боул», Маямі, США                            | Колумбія           | 1:1 (8:9 по пен.) | —          | Турнір Маямі                                |
| 18         | 13 лютого 1990    | Національний стадіон, Гамільтон, Бермудські Острови | Бермудські Острови | 1:0               | —          | Товариський матч                            |
| 19         | 24 лютого 1990    | «Стенфорд Стедіум», Пало-Альто, США                 | СРСР               | 1:3               | —          | Товариський матч                            |
| 20         | 10 березня 1990   | Тампа, США                                          | Фінляндія          | 2:1               | —          | Товариський матч                            |
| 21         | 20 березня 1990   | «Непштадіон», Будапешт, Угорщина                    | Угорщина           | 0:2               | —          | Товариський матч                            |
| 22         | 28 березня 1990   | «Спортфорум», Східний Берлін, НДР                   | НДР                | 2:3               | —          | Товариський матч                            |
| 23         | 8 квітня 1990     | «Біг Арк Стедіум», Сент-Луїс, США                   | Ісландія           | 4:1               | —          | Товариський матч                            |
| 24         | 22 квітня 1990    | «Оранж Боул», Маямі, США                            | Колумбія           | 0:1               | —          | Товариський матч                            |
| 25         | 5 травня 1990     | Піскатавей, США                                     | Мальта             | 1:0               | —          | Товариський матч                            |
| 26         | 9 травня 1990     | «Парк Стедіум», Херші, США                          | Польща             | 3:1               | —          | Товариський матч                            |
| 27         | 30 травня 1990    | Ешен, Ліхтенштейн                                   | Ліхтенштейн        | 4:1               | —          | Товариський матч                            |
| 28         | 2 червня 1990     | «Еспенмоос», Санкт-Галлен, Швейцарія                | Швейцарія          | 1:2               | —          | Товариський матч                            |
| 29         | 10 червня 1990    | «Стадіо Комунале», Флоренція, Італія                | Чехословаччина     | 1:5               | —          | Чемпіонат світу 1990                        |
| 30         | 14 червня 1990    | «Стадіо Олімпіко», Рим, Італія                      | Італія             | 0:1               | —          | Чемпіонат світу 1990                        |
| 31         | 28 липня 1990     | Мілвокі, США                                        | НДР (олімп.)       | 1:2               | —          | Товариський матч                            |

### Подальше життя
У 1990 році, завершивши ігрову кар'єру незабаром після чемпіонату світу, Столлмеєр працював асистентом головного тренера у футбольній команді Університету Нотр-Дам.
Згодом працював віцепрезидентом з інвестицій фінансової компанії Raymond James в Індіанаполісі.

## Досягнення
- Новачок року в MISL : 1986/87